# Kam'janske
Kamjanske (ukr. Кам’янське), do 19. travnja 2016. (kad je ukrajinska Verhovna Rada u procesu dekomunizacije toponima vratila imena)Dniprodžeržinsk ( Kamjanske do 1936., ukrajinski: Дніпродзержинськ, ruski: Днепродзержинск) je grad u istočnome dijelu središnje Ukrajine, u sastavu Dnjipropetrovske oblasti.

## Povijest
Prvi pisani dokazi naselja na području Kamjanskog su iz 1750. godine U to vrijeme sela Romankove i Kamjanske (ruski: "Kamenskoe") naselja koji čine moderan grad, bili su dio Zaporoških Siča naseobina Kozaka. Grad je bio poznat kao Kamjanske do 1936. godine, kada je preimenovan u čast Feliksa Ėdmundoviča Dzeržinskog, osnivača boljševičke tajne policije, Čeke. 
Najpoznatija osoba iz Kam'janskog je Sovjetski vođa Leonid Brežnjev koji je rođen i odrastao u gradu.

## Zemljopis
Kamjanske se nalazi u istočnome dijelu središnje Ukrajine na lijevoj i desnoj obali rijeke Dnjepra, udaljen 35 km zapadno od središta oblasti Dnjipra. Od glavnoga grada Ukrajine Kijeva udaljen je 366 km zračnom linijom, 496 km željeznicom
409 km cestom.

## Stanovništvo
Godine 1989. Kamjanske je imao 281.925 stanovnika, a od tada bilježi stalni pad stanovnika. Po službenom popisu stanovništva iz 2001. godine grad je imao 255.845 stanovnika, prema podacima iz 2007. godine grad je imao 249.530 stanovnika, dok prema procjenama iz 2010. godine ima 243.288 stanovnika.

### Etnički sastav
Većinsko stanovništvo grada prema popisu stanovništva iz 2001. godine su Ukrajinci koji čine 82,05% stanovništva, najveća manjinska grupa su Rusi kojih ima 15,7%, te ostale manjine Bjelorusi, Armenci, Židovi, Poljaci i drugi.

## Gradovi prijatelji
- Kielce, Poljska
- Babrujsk, Bjelorusija

## Poznate osobe
- Leonid Brežnjev, Generalni sekretar komunističke partije Sovjetskog Saveza ( vođa SSSR-a) od 1964. godine. Začetnik je Brežnjevljeve doktrine.
- Nursultan Nazarbajev, predsjednik Kazahstana
- Vera Brežnjeva (1982.), rođena ukrajinska pop pjevačica i voditeljica

## Vanjske poveznice
- Službena stranica grada  Arhivirana inačica izvorne stranice od 2. srpnja 2014. (Wayback Machine)